# 末近浩太
末近 浩太（すえちか こうた、1973年〈昭和48年〉 - ）は、日本の中東・イスラーム研究者、政治学者。立命館大学国際関係学部教授、中東・イスラーム研究センター長。日本比較政治学会副会長。専門は、中東地域研究・国際政治学・比較政治学。

## 経歴
愛知県出身。名古屋市立名東高等学校、横浜市立大学文理学部卒業。ダラム大学中東・イスラーム研究センター（CMEIS）修士課程、京都大学大学院アジア・アフリカ地域研究研究科（ASAFAS）博士課程修了。京都大学より博士（地域研究）の学位を取得。
日本学術振興会特別研究員（PD）、国立民族学博物館地域研究企画交流センター（JCAS）外来研究員を経て、2006年、立命館大学国際関係学部助教授。2007年、同准教授。2014年、同教授。2019年、立命館大学中東・イスラーム研究センター長。
オックスフォード大学セント・アントニーズ・カレッジ研究員、京都大学地域研究統合情報センター客員准教授、ロンドン大学東洋アフリカ研究学院（SOAS）ロンドン中東研究所（LMEI）研究員、同学院政治・国際学部（Department of Politics and International Studies）研究員などを歴任。

## 受賞歴
- 2014年 - 第4回地域研究コンソーシアム賞・研究作品賞
- 2018年 - 第33回大同生命地域研究奨励賞
- 2018年 - Hadhari Award for Islamic Civilizational Studies 2018（イスラーム文明研究ハダーリー賞2018年）

## 著書

### 単著
- 『現代シリアの国家変容とイスラーム』（ナカニシヤ出版, 2005年）
- 『イスラーム主義と中東政治――レバノン・ヒズブッラーの抵抗と革命』（名古屋大学出版会, 2013年）
- 『イスラーム主義――もう一つの近代を構想する』（岩波新書, 2018年）
- 『中東政治入門』（ちくま新書, 2020年）

### 共著
- 青山弘之編／青山弘之・末近浩太著『現代レヴァント諸国の政治構造とその相関関係（調査研究報告書）』（JETROアジア経済研究所, 2007年3月）
- 青山弘之・末近浩太『現代シリア・レバノンの政治構造（アジア経済研究所叢書5）』（岩波書店, 2009年）
- 久保慶一・末近浩太・高橋百合子『比較政治学の考え方』（有斐閣, 2016年）
- 今井宏平編著『教養としての中東政治』（ミネルヴァ書房, 2022年）

### 編著
- 末近浩太編『現代中東政治学リーディングガイド（Cias Discussion Paper No. 6）』(京都大学地域研究統合情報センター, 2008年）
- 日本国際政治学会編『中東の政治変動（国際政治178号）』（2014年）（責任編集）
- 末近浩太・遠藤貢編『紛争が変える国家（グローバル関係学4）』（岩波書店, 2020年）
- 末近浩太編・中村覚監修『シリア・レバノン・イラク・イラン（中東政治研究の最前線2）』（ミネルヴァ書房, 2021年）
- 日本比較政治学会編『インフォーマルな政治制度とガバナンス（日本比較政治学会年報第23号）』（ミネルヴァ書房, 2021年）（責任編集）
- 末近浩太・松尾昌樹編『中東を学ぶ人のために』（世界思想社, 2024年）
- 日本比較政治学会編『比較政治学事典』（丸善出版, 2025年）（編集委員）

## 論文

### 雑誌論文
- "Rethinking Hizballah: Transformation of an Islamic Organisation"『日本中東学会年報 』15号（2000年）
- 「ラシード・リダーと大戦間期のシリア統一・独立運動」『日本中東学会年報』17-1号（2002年）
- 「シリア・ムスリム同胞団とムスタファー・スィバーイー――現代シリアにおけるイスラーム運動の動態的研究への視角」『アジア・アフリカ地域研究』2号（2002年）
- 「現代レバノンの宗派制度体制とイスラーム政党――ヒズブッラーの闘争と国会選挙」日本比較政治学会編『現代の宗教と政党――比較のなかのイスラーム（日本比較政治学会年報第4号）』（早稲田大学出版部, 2002年）
- 「レバノン・ヒズブッラー――『南部解放』以降の新戦略」『現代の中東』38号（2005年）
- 「シリアの外交戦略と対米関係――対レバノン、対イスラエル政策とイスラーム運動の動向を中心に」日本国際政治学会編『国際政治の中の中東（国際政治141号）』（2005年）
- 「レバノン包囲とヒズブッラー」『国際問題』555号（2006年）
- 「『レバノン』をめぐる闘争――ナショナリズム、民主化、国際関係」『中東研究』494号（2006年）
- 「『9.11』後の国際政治におけるイスラーム――認知論的再考」『二十世紀研究』8号（2007年）
- 「アラブ諸国における宗教とナショナリズム――レバノンの宗派主義体制の事例から」『立命館国際研究』21巻1号（2008年）
- 「抵抗と革命をむすぶもの（1）――レバノン・ヒズブッラーの誕生（1982-85年）」『立命館国際研究』22巻2号（2009年）
- 「抵抗と革命をむすぶもの（2）――イスラーム思想史のなかのレバノン・ヒズブッラー」『立命館国際研究』22巻3号（2010年）
- 「2010年の歴史学会　回顧と展望――西アジア・北アフリカ（近現代）」『史学雑誌』120巻5号（2011年）
- 「『テロ組織』が政党になるとき――第二共和制の成立と『ヒズブッラーのレバノン化』」『立命館国際研究』24巻1号（2011年）
- "Undemocratic Lebanon?: The Power-Sharing Arrangements after the 2005 Independence intifada," Journal of Ritsumeikan Social Sciences and Humanities, Vol. 4 (2012)
- 「クサイルへの道――シリア『内戦』とヒズブッラー」『中東研究』518号（2013年）
- 「シリア問題は世界に何を突きつけたのか」『現代思想』41巻17号（2013年）
- 「序論　中東の政治変動――開かれた『地域』から見る国際政治」日本国際政治学会編『中東の政治変動（国際政治178号）』（2014年）
- 「暴力と憎しみのなかで何を語るべきか――シリアからフランス、日本へ」『現代思想』43巻5号（2015年）
- 「クサイルからの道――ヒズブッラーによるシリア『内戦』への軍事介入の拡大」『中東研究』522号（2016年）
- 「シリア紛争の（批判的）地政学――『未完の物語』としての『シリア分割』」『現代思想』45巻12号（2017年）
- "Strategies, Dynamics and Outcomes of Hezbollah’s Military Intervention in the Syrian Conflict," Asian Journal of Middle Eastern and Islamic Studies, Vol. 12, No. 1 (2018) (https://doi.org/10.1080/25765949.2018.1436131)
- 「『IS後』のシリア紛争――輻輳する3つの『テロとの戦い』」『国際問題』671号（2018年）
- 「9年ぶりに実施されたレバノン総選挙――『イランの影響力拡大』は本当か？」『外交』49号（2018年）
- 「レバノン第19期国民議会選挙とヒズブッラーの躍進」『中東研究』533号（2018年）
- 「内戦後最大の政治経済危機に直面するレバノン」『中東研究』540号（2021年）
- 「『アラブの春』から10年――イスラム主義はなぜ敗北したのか」『外交』66号（2021年）
- 「レバノン・ヒズブッラーの『二正面抵抗』のフレーミング――ハサン・ナスルッラー書記長演説の計量テキスト分析」『日本中東学会年報』37-2号（2022年）
- 「中東政治研究におけるイスラーム主義の諸相――『方法論的セキュラリズム』を超えて」『イスラーム世界研究』15号（2022年）
- 「『アラブの春』後のリビアにおける国家再建と民主化――2019年実施の世論調査の結果から」『日本中東学会年報』第38-1号（2022年）（山尾大との共著）
- 「レバノン第20期国民議会選挙と『二大政党体制』の動揺」『中東研究』第545号（2022年）
- 「イスラーム革命防衛隊の海外派兵をめぐるイラン国民の認識――2021年サーベイ実験の結果から」『アジア経済』64巻1号（2023年）（千坂知世・山尾大との共著）(https://doi.org/10.24765/ajiakeizai.64.1_2)
- 「紛争後の非リベラルな国家建設を市民はどのように認識するのか――2021年シリア世論調査結果の分析から」日本比較政治学会編『危機と国家（日本比較政治学会年報第25号）』（ミネルヴァ書房, 2023年）（山尾大との共著）
- “Measuring ‘State-Diffusion’ in Post-Conflict Authoritarian Syria: Evidence from the 2021 Public Opinion Survey,” Mediterranean Politics,13 December 2023 (https://doi.org/10.1080/13629395.2023.2291957)
- “Measuring the Evolution of Arab States’ Perceptions of the Iranian Threat: A Quantitative Text Analysis of Major Arabic-Language State Media, 2010–20,” British Journal of Middle Eastern Studies, 2 May 2024 (co-authored with Dai Yamao) (http://dx.doi.org/10.1080/13530194.2024.2345882)
- 「岐路に立たされるヒズボラと「抵抗の枢軸」」『外交』88号（2024年）
- “Hezbollah’s Communication Strategies in Consociational Democracy: A Quantitative Text Analysis of Al-Manar,” Nationalism and Ethnic Politics, 22 April 2025 (http://dx.doi.org/10.1080/13537113.2025.2472488)
- 「『脱ヒズブッラー化』が進んだレバノン――新大統領の選出と新内閣の発足」『中東研究』第553号（2025年）
- "Reproducing Sectarian Oligarchy in Lebanon: Evidence from a Survey Experiment on Electoral Fraud," Ethnopolitics, 4 August 2025 (https://doi.org/10.1080/17449057.2025.2532325)

### 単行本所収論文
- 「グローバリゼーションと国際政治――『イスラーム』の『外部性』をめぐって」大久保史郎編『講座人間の安全保障と国際組織犯罪（1）グローバリゼーションと人間の安全保障』（日本評論社, 2007年）
- 「中東におけるリージョナリズム」篠田武司・西口清勝・松下冽編『グローバル化の現代――現状と課題（2）グローバル化とリージョナリズム』（御茶の水書房, 2009年）
- “Arab Nationalism Twisted?: The Syrian Ba‘th Regime’s Strategies for Nation/State-building,” Yusuke Murakami, Hiroyuki Yamamoto and Hiromi Komori (eds.), Enduring States: In the Face of Challenges from Within and Without (Kyoto: Kyoto University Press, 2011)
- 「『恐怖の均衡』がもたらす安定と不安定――国際政治とレバノン・イスラエル紛争」吉川元・中村覚編『中東の予防外交』（信山社, 2012年）
- 「レバノンにおける多極共存型民主主義――2005年『杉の木革命』による民主化とその停滞」酒井啓子編『中東政治学』（有斐閣, 2012年）
- 「シリア問題の背景とイスラーム」渡邊直樹編『宗教と現代がわかる本2013』（平凡社, 2013年）
- 「レバノン――『決めない政治』が支える脆い自由と平和」青山弘之編『「アラブの心臓」に何が起きているのか――現代中東の実像』（岩波書店, 2014年）
- 「中東の地域秩序の変動――『アラブの春』、シリア『内戦』、そして『イスラーム国』へ」村上勇介・帯谷知可編『融解と再創造の世界秩序（「相関地域研究」第2巻）』（青弓社, 2016年）
- 「分断社会における国軍の相貌――レバノンにおける国民統合と国家建設のトレード・オフ」酒井啓子編著『途上国における軍・政治権力・市民社会――21世紀の「新しい」政軍関係』（晃洋書房, 2016年）
- 「現代の紛争」板木雅彦・本名純・山下範久編『プレリュード国際関係学』（東信堂, 2016年）
- 「イスラーム主義運動の歴史的展開――中東地域研究におけるその意義を捉え直す」松尾昌樹・岡野内正・吉川卓郎編『中東の新しい秩序（グローバル・サウスは今 第3巻）』（ミネルヴァ書房, 2016年）
- 「イスラームとデモクラシーをめぐる議論」私市正年・浜中新吾・横田貴之編『中東・イスラーム研究概説――政治学・経済学・社会学・地域研究のテーマ』（明石書店, 2017年）
- 「現象としての『イスラーム国（IS）』――反国家・脱国家・超国家」村上勇介・帯谷知可編『秩序の砂塵化を超えて――環太平洋パラダイムの可能性』（京都大学学術出版会, 2017年）
- 「『アラブの春』以後のイスラーム主義運動――権威主義・過激主義・宗派主義」髙岡豊・溝渕正季編『『アラブの春』以後のイスラーム主義運動」』（ミネルヴァ書房, 2019年）
- 「シリア紛争の『宗派化』――レバノン・ヒズブッラーの軍事介入の論理と実践」酒井啓子編著『現代中東の宗派問題――政治対立の『宗派化』と『新冷戦』（シリーズ 転換期の国際政治10）』（晃洋書房，2019年）
- “Sectarian Fault Lines in the Middle East: Sources of Conflicts or Communal Bonds?”(co-authored with Keiko Sakai), Larbi Sadiki ed., Routledge Handbook of Middle East Politics (London: Routledge, 2020)
- 「紛争が変える国家――この新たな現象をどのように捉えるべきか」（遠藤貢との共著）末近浩太・遠藤貢編『紛争が変える国家（グローバル関係学4）』（岩波書店, 2020年）
- 「紛争下シリアにおける国家観の拡散――アサド政権の『勝利』を捉え直す」末近浩太・遠藤貢編『紛争が変える国家（グローバル関係学4）』（岩波書店, 2020年）
- 「中東に生成される新たな『地域』――シリア、レバノン、イラク、イラン」末近浩太編・中村覚監修『シリア・レバノン・イラク・イラン（中東政治研究の最前線2）』（ミネルヴァ書房, 2021年）
- 「紛争はなぜ起こるのか――シリア内戦と『イスラーム国』から考える」足立研幾・板木雅彦・白戸圭一・鳥山純子・南野泰義編『プライマリー国際関係学』（ミネルヴァ書房, 2021年）
- 「『民主的』な中東を目指して――イスラームと民主主義」西尾哲夫・東長靖編著『中東・イスラーム世界への30の扉』（ミネルヴァ書房, 2021年）

## 翻訳
- アッザーム・タミーミー「米国のイラク征服とパレスチナ」寺島実郎・小杉泰・藤原帰一編『イラク戦争――検証と展望』（岩波書店, 2003年）
- 「ヒズブッラーのレジスタンス思想――ハサン・ナスルッラー『勝利演説』」『イスラーム世界研究』1-1号（2007年）
- 「シリア・イスラーム革命宣言および綱領」『イスラーム世界研究』2-1号（2008年）
- ダン・コンシャーボク, ダウド・アラミー（臼杵陽監訳）『双方の視点から描く――パレスチナ／イスラエル紛争史』（岩波書店, 2011年）（臼杵陽, 福田義昭との共訳）